# سگاریو
سگاریو (به ایتالیایی: Segariu) یک کومونه در ایتالیا است که در استان مدیو کامپیدانو واقع شده‌است.

## خصوصیات
سگاریو ۱۶٫۷ کیلومترمربع مساحت و ۱٬۳۵۳ نفر جمعیت دارد.